# Райновка
Райновка (укр. Райнівка) — село,
Орловский сельский совет,
Приморский район,
Запорожская область,
Украина.
Код КОАТУУ — 2324884202. Население по переписи 2001 года составляло 647 человек.

## Географическое положение
Село Райновка находится в 1,5 км от  берега Азовского моря в месте впадения в него реки Лозоватка,
на расстоянии в 3,5 км от села Орловка.
Река в этом месте извилистая, образует лиманы, старицы и заболоченные озёра.

## История

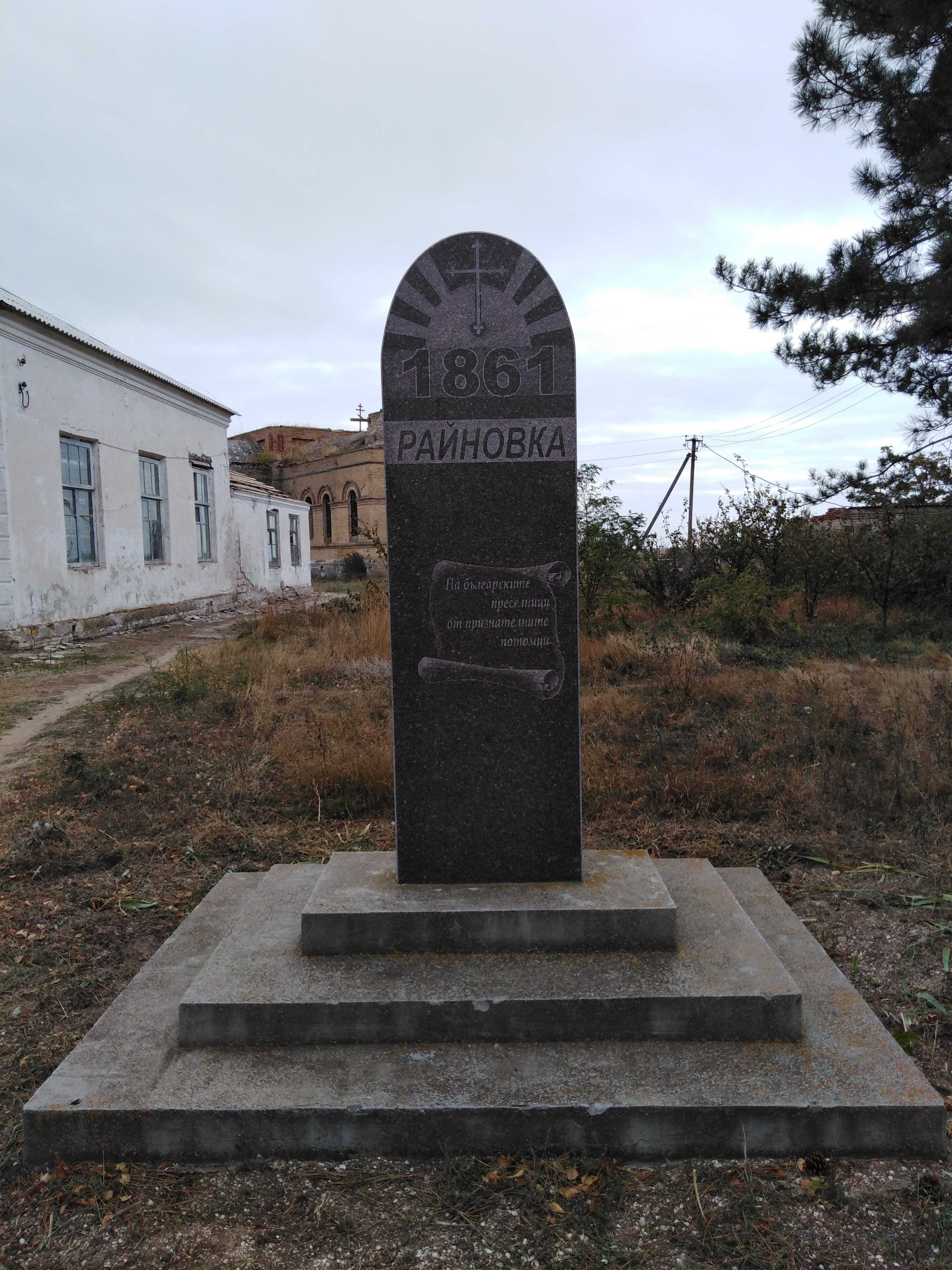
Памятный знак, болгарским переселенцам, от потомков

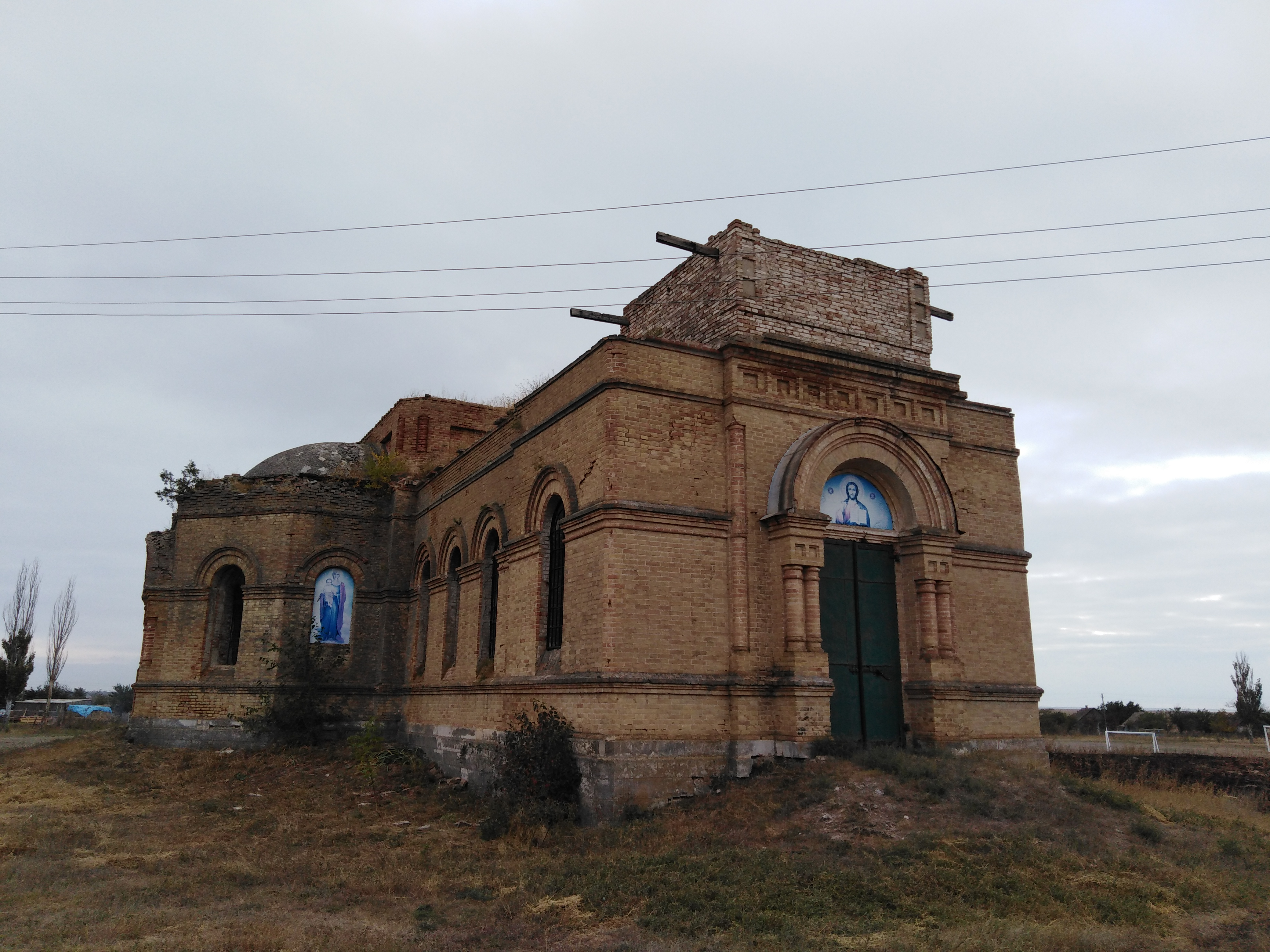
Разрушенный храм

- 1861 год — дата основания. Райновка  основана  болгарами-переселенцами из села Мамарчево Ямбольского округа в Болгарии[2]. На месте ногайского аула Алшин Бодай. По одним источникам первое название Райновки было Довлат Вайсал, но в старых  документах она именуется как Райнова[3]. В селе Райновка как и каждом болгарском поселении, была деревянная церковь. А в 1905-1906 гг. на месте старой деревянной церкви был возведен каменный Троицкий храм. Церковь являлась одним из самых красивых образцов церковного болгарского зодчества на территории болгарских колоний в Приазовье (Таврии). Около 30 лет в храме проходили богослужения, затем он был разграблен. Со временем святыня превратилась в руины. В 90-х годах была предпринята неудачная попытка восстановления храма. Население Райновки составляет в основном этнические болгары.